# Roman Turek
Pour les articles homonymes, voir Turek.
Roman Turek (né le 21 mai 1970 à Strakonice en Tchécoslovaquie, aujourd'hui ville de République tchèque) est un gardien de but professionnel de hockey sur glace.

## Carrière en club

### Les débuts en Europe
Il commence sa carrière en 1986 dans l'équipe junior du HC České Budějovice club de la Bohême en première division des moins de 20 ans. Deux saisons plus tard, il joue pour la première fois avec une équipe sénior : il est aligné avec l'équipe de IHC Písek en 1. liga, première division sous l'élite tchécoslovaque.
Il joue deux nouvelles saisons avec le club de Písek avant de revenir au sein de l'effectif du Motor České Budějovice. Avant de retourner plus dans le sud du pays, il est choisi lors du repêchage d'entrée de la Ligue nationale de hockey en tant que 113e choix par les North Stars du Minnesota (sixième ronde). Il reste jouer dans son pays et joue 26 matchs dans la saison mais l'équipe est rétrogradée en division inférieure. La remontée est immédiate pour l'équipe et il fait partie de l'effectif jusqu'en 1995. En 1994, il remporte la Crosse d'Or du meilleur joueur tchèque.
Il décide alors de tenter sa chance en Allemagne dans la Deutsche Eishockey-Liga avec l'équipe des Nürnberg Ice Tigers. L'équipe est éliminée en huitième de finale des séries éliminatoires et Turek fait alors le grand saut pour rejoindre la Ligue nationale de hockey et les Stars de Dallas, nouveau nom de la franchise des North Stars.

### Dans la LNH

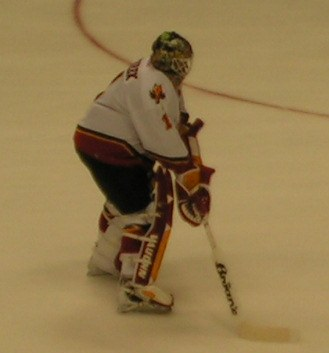
Turek sous les couleurs des Flames.

Sa première saison en Amérique du Nord, il la passe en grande partie dans la Ligue internationale de hockey avec les K-Wings du Michigan. À chacune des trois saisons qu'il passe avec les Stars, il joue une trentaine de matchs étant le gardien remplaçant de Andy Moog et Arturs Irbe la première année puis d'Ed Belfour les deux saisons suivantes. En 1999, il remporte tout de même la Coupe Stanley avec Dallas. Cette même année, il remporte avec Belfour le trophée William-M.-Jennings en tant que gardiens ayant encaissés le moins grand nombre de buts de la saison.
La saison suivante, il devient le gardien numéro un des Blues de Saint-Louis et même si l'équipe est éliminée au premier tour des séries, il remporte une nouvelle fois le trophée William-M.-Jennings Son équipe remporte également le Trophée des présidents de l'équipe ayant cumulé le plus de points au cours de la saison et à titre personnel, il devient le gardien de but de la franchise avec le plus grand nombre de victoires de la saison. Il joue encore une saison avec les Blues mais l'équipe est éliminée en finale de conférence.
Il rejoint alors l'effectif des Flames de Calgary pour trois nouvelles saisons. Il joue les deux premières saisons en tant que titulaire mais lors de la dernière saison, Miikka Kiprusoff arrive au sein de l'effectif et Turek ne joue plus beaucoup. À l'occasion du lock-out 2004-2005 de la LNH, il décide de retourner jouer dans son pays pour l'équipe de České Budějovice. Le 9 août 2005, il annonce qu'il ne reviendra pas jouer en Amérique du Nord dans la LNH, annule son contrat avec les Flames et signe pour deux saisons avec son équipe tchèque.
Au total, dans la LNH, il a joué 328 matchs (19 095 minutes) pour 159 victoires et 115 défaites, 27 blanchissages, 12 passes décisives et 30 minutes de pénalité.

### De retour en Europe

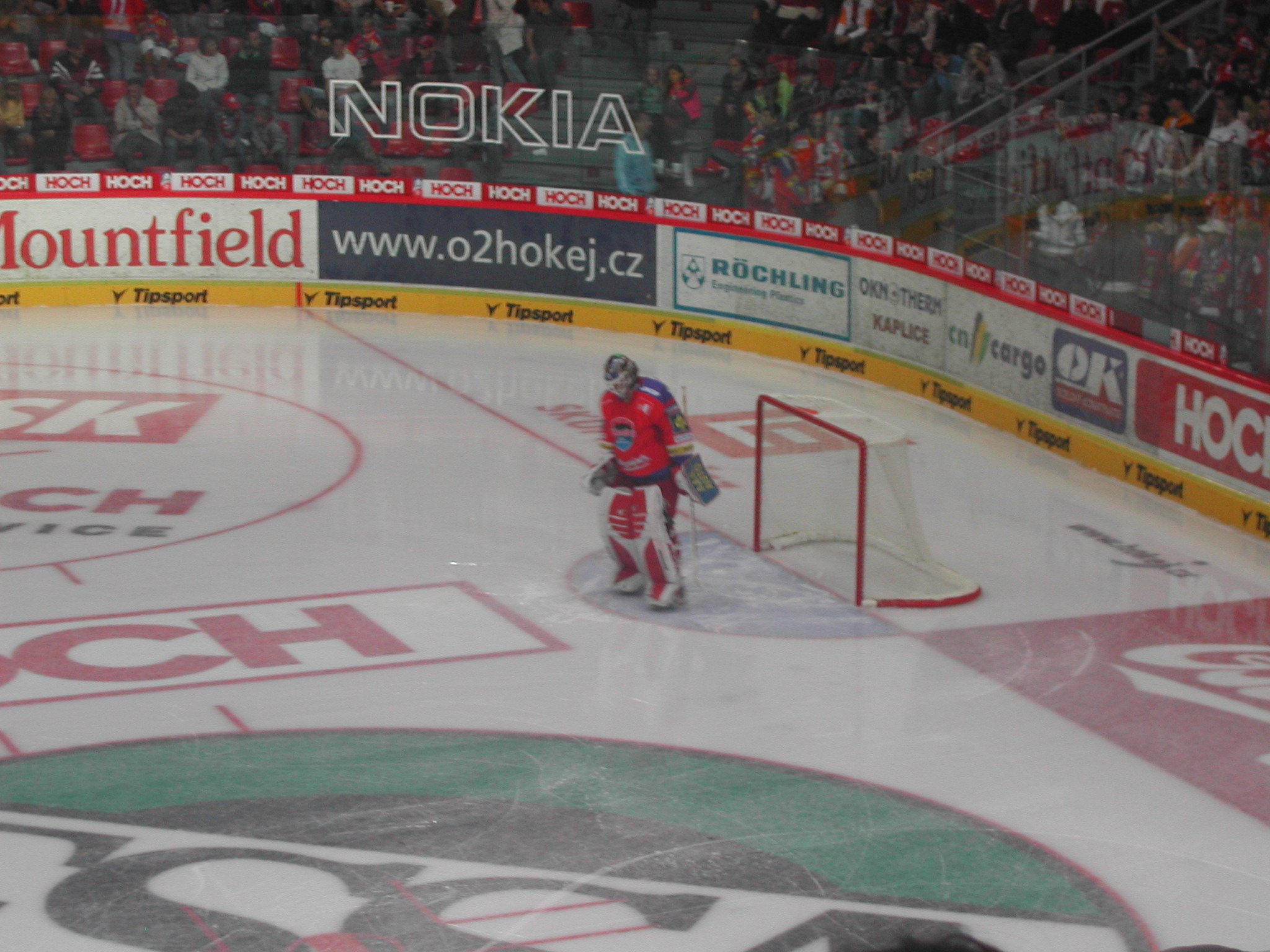
Turek lors du second match de la saison 2007-2008 contre Plzeň.

Lors de la saison 2004-2005, il aide son équipe qui évolue alors en 1.liga à retourner dans l'Extraliga tchèque. Il agit en tant que gardien de but numéro un de la formation jusqu'en 2010, année où il annonce son retrait de la compétition.

### Après carrière
À la suite de sa carrière de joueur, il devient en 2012, l'entraîneur des gardiens de but pour le HC České Budějovice puis, la saison suivante est nommée à titre de président de l'équipe.

## Carrière internationale
Il représente en 1988 l'équipe de Tchécoslovaquie lors du championnat d'Europe junior, à l'issue duquel, il est choisi dans l'équipe type du tournoi après la victoire de son équipe. Par la suite, il joue les compétitions suivantes :
Championnat du monde junior
- 1989 :   Médaille de bronze
- 1990 :   Médaille de bronze

À la suite de la partition de la Tchécoslovaquie en 1993, il joue ensuite pour la République tchèque.
Championnat du monde
- 1993 :  Médaille de bronze
- 1994 : 7e place
- 1995 : 4e place. Il est nommé dans l'équipe type selon les médias.
- 1996 :  Médaille d'or. Il est nommé meilleur gardien du tournoi par la Fédération internationale de hockey sur glace ainsi que dans l'équipe type.

Jeux olympiques d'hiver
- 1994 : 5e place

## Statistiques
| Saison     | Équipe                  | Ligue      |     | Saison régulière | Saison régulière | Saison régulière | Saison régulière | Saison régulière | Saison régulière | Saison régulière | Saison régulière | Saison régulière | Saison régulière |    | Séries éliminatoires | Séries éliminatoires | Séries éliminatoires | Séries éliminatoires | Séries éliminatoires | Séries éliminatoires | Séries éliminatoires | Séries éliminatoires | Séries éliminatoires |
| Saison     | Équipe                  | Ligue      | PJ  | V                | D                | Pr/N             | Min              | BC               | Moy              | % Arr            | Bl               | Pun              | PJ               | V  | D                    | Min                  | BC                   | Moy                  | % Arr                | Bl                   | Pun                  |                      |                      |
| 1984-1985  | HC České Budějovice     | Tch-18     | 31  |                  |                  |                  |                  |                  | 2,21             | 92.1             |                  |                  |                  |    |                      |                      |                      |                      |                      |                      |                      |                      |                      |
| 1985-1986  | HC České Budějovice     | Tch-18     |     |                  |                  |                  |                  |                  |                  |                  |                  |                  |                  |    |                      |                      |                      |                      |                      |                      |                      |                      |                      |
| 1986-1987  | HC České Budějovice     | Tch-20     |     |                  |                  |                  |                  |                  |                  |                  |                  |                  |                  |    |                      |                      |                      |                      |                      |                      |                      |                      |                      |
| 1987-1988  | HC České Budějovice     | Tch-20     |     |                  |                  |                  |                  |                  |                  |                  |                  |                  |                  |    |                      |                      |                      |                      |                      |                      |                      |                      |                      |
| 1988-1989  | IHC Písek               | 1. liga    |     |                  |                  |                  |                  |                  |                  |                  |                  |                  |                  |    |                      |                      |                      |                      |                      |                      |                      |                      |                      |
| 1989-1990  | IHC Písek               | 1. liga    |     |                  |                  |                  |                  |                  |                  |                  |                  |                  |                  |    |                      |                      |                      |                      |                      |                      |                      |                      |                      |
| 1990-1991  | HC České Budějovice     | Extraliga  | 26  |                  |                  |                  | 1 244            | 98               | 4,73             | 88.0             | 0                |                  |                  |    |                      |                      |                      |                      |                      |                      |                      |                      |                      |
| 1991-1992  | HC České Budějovice     | 1. liga    |     |                  |                  |                  | 1 629            | 62               | 2,28             |                  |                  |                  |                  |    |                      |                      |                      |                      |                      |                      |                      |                      |                      |
| 1992-1993  | HC České Budějovice     | Extraliga  | 43  |                  |                  |                  | 2 555            | 121              | 2,84             | 92.3             |                  |                  |                  |    |                      |                      |                      |                      |                      |                      |                      |                      |                      |
| 1993-1994  | HC České Budějovice     | Extraliga  | 44  |                  |                  |                  | 2 584            | 111              | 2,58             |                  |                  |                  | 3                |    |                      | 180                  | 12                   | 4,00                 |                      | 0                    |                      |                      |                      |
| 1994-1995  | HC České Budějovice     | Extraliga  | 44  |                  |                  |                  | 2 587            | 119              | 2,76             | 93.3             |                  |                  | 9                |    |                      | 498                  | 25                   | 3,01                 |                      |                      |                      |                      |                      |
| 1995-1996  | Ice Tigers de Nuremberg | DEL        | 48  |                  |                  |                  | 2 787            | 154              | 3,32             | 88.9             |                  |                  | 5                |    |                      | 338                  | 14                   | 2,48                 | 93.0                 |                      |                      |                      |                      |
| 1996-1997  | Stars de Dallas         | LNH        | 6   | 3                | 1                | 0                | 263              | 9                | 2,06             | 93.0             | 0                | 0                |                  |    |                      |                      |                      |                      |                      |                      |                      |                      |                      |
| 1996-1997  | K-Wings du Michigan     | LIH        | 29  | 8                | 13               | 4                | 1 555            | 77               | 2,97             | 90.5             | 0                | 0                |                  |    |                      |                      |                      |                      |                      |                      |                      |                      |                      |
| 1997-1998  | Stars de Dallas         | LNH        | 23  | 11               | 10               | 1                | 1 324            | 49               | 2,22             | 90.1             | 1                | 2                |                  |    |                      |                      |                      |                      |                      |                      |                      |                      |                      |
| 1997-1998  | K-Wings du Michigan     | LIH        | 2   | 1                | 1                | 0                | 119              | 5                | 2,52             | 92.8             | 0                | 0                |                  |    |                      |                      |                      |                      |                      |                      |                      |                      |                      |
| 1998-1999  | Stars de Dallas         | LNH        | 26  | 16               | 3                | 3                | 1 382            | 48               | 2,08             | 91.5             | 1                | 0                | 0                |    |                      |                      |                      |                      |                      |                      |                      |                      |                      |
| 1999-2000  | Blues de Saint-Louis    | LNH        | 67  | 42               | 15               | 9                | 3 960            | 129              | 1,95             | 91.2             | 7                | 4                | 7                | 3  | 4                    | 415                  | 19                   | 2,75                 | 88.2                 | 0                    | 0                    |                      |                      |
| 2000-2001  | Blues de Saint-Louis    | LNH        | 54  | 24               | 18               | 10               | 3 232            | 123              | 2,28             | 90.1             | 6                | 6                | 14               | 9  | 5                    | 908                  | 31                   | 2,05                 | 91.9                 | 0                    | 2                    |                      |                      |
| 2001-2002  | Flames de Calgary       | LNH        | 69  | 30               | 28               | 11               | 4 081            | 172              | 2,53             | 90.6             | 5                | 4                |                  |    |                      |                      |                      |                      |                      |                      |                      |                      |                      |
| 2002-2003  | Flames de Calgary       | LNH        | 65  | 27               | 29               | 9                | 3 822            | 164              | 2,57             | 90.2             | 4                | 14               |                  |    |                      |                      |                      |                      |                      |                      |                      |                      |                      |
| 2003-2004  | Flames de Calgary       | LNH        | 18  | 6                | 11               | 0                | 1 031            | 40               | 2,33             | 91.4             | 3                | 0                | 1                | 0  | 0                    | 19                   | 0                    | 0,00                 | 100.0                | 0                    | 0                    |                      |                      |
| 2004-2005  | HC České Budějovice     | 1. liga    | 15  |                  |                  |                  | 859              | 23               | 1,61             | 92.3             | 3                |                  | 11               |    |                      | 650                  | 12                   | 1,11                 | 97.8                 | 6                    |                      |                      |                      |
| 2005-2006  | HC České Budějovice     | Extraliga  | 31  | 15               | 11               | 5                | 1 832            | 69               | 2,26             | 92.3             | 1                | 4                | 10               |    |                      | 618                  | 19                   | 1,84                 | 94.0                 | 1                    |                      |                      |                      |
| 2006-2007  | HC České Budějovice     | Extraliga  | 35  | 19               | 16               | 0                | 1 995            | 88               | 2,65             | 91.1             | 2                | 0                | 11               |    |                      | 609                  | 29                   | 2,86                 | 91.3                 | 1                    |                      |                      |                      |
| 2007-2008  | HC České Budějovice     | Extraliga  | 42  | 29               | 13               | 0                | 2 494            | 89               | 2,14             | 92.8             | 6                | 2                | 11               |    |                      |                      | 17                   | 1,59                 | 94.5                 | 3                    |                      |                      |                      |
| 2008-2009  | HC České Budějovice     | Extraliga  | 33  |                  |                  |                  |                  |                  | 2,78             | 91.4             |                  |                  | 11               |    |                      |                      |                      | 1,84                 | 94.1                 |                      |                      |                      |                      |
| 2009-2010  | HC České Budějovice     | Extraliga  | 38  | 14               | 24               | 0                | 2 286            | 109              | 2,86             | 90.6             | 4                | 14               | 5                |    |                      | 298                  | 22                   | 4,43                 | 87.1                 | 0                    |                      |                      |                      |
| Totaux LNH | Totaux LNH              | Totaux LNH | 328 | 159              | 115              | 43               | 19 094           | 734              | 2,31             | 90.7             | 27               | 30               | 22               | 12 | 9                    | 1 343                | 50                   | 2,23                 | 90.8                 | 0                    | 2                    |                      |                      |